# Homalodisca spottii
Homalodisca spottii är en insektsart som beskrevs av Takiya, Cavichioli, et Mckamey 2006. Homalodisca spottii ingår i släktet Homalodisca och familjen dvärgstritar. Inga underarter finns listade i Catalogue of Life.